# Willowsia mekila
Willowsia mekila är en urinsektsart som beskrevs av Christiansen och Bellinger 1992. Willowsia mekila ingår i släktet Willowsia och familjen brokhoppstjärtar. Inga underarter finns listade i Catalogue of Life.